# Lepanthes cassidea
Lepanthes cassidea är en orkidéart som beskrevs av Heinrich Gustav Reichenbach. Lepanthes cassidea ingår i släktet Lepanthes och familjen orkidéer. Inga underarter finns listade i Catalogue of Life.